# Resolució 1173 del Consell de Seguretat de les Nacions Unides
La Resolució 1173 del Consell de Seguretat de les Nacions Unides, adoptada per unanimitat el 12 de juny de 1998 després de reafirmar la resolució 696 (1991) i totes les resolucions posteriors sobre Angola, en especial la 1127, el Consell anuncia la seva intenció d'imposar sancions a UNITA per incompliment, tret que cooperés en estendre l'administració estatal a tot el país.
El Consell de Seguretat va expressar la seva preocupació per la situació en el procés de pau, provocada per la incapacitat d'UNITA d'aplicar mesures en virtut dels acords de pau, el Protocol de Lusaka i les resolucions del Consell de Seguretat. Al mateix temps, es va reconèixer que el Govern d'Unitat i Reconciliació Nacional (GURN) havia avançat en acabar amb la propaganda hostil en els mitjans estatals i una menor brutalitat per part de la policia nacional angolesa.
La resolució va condemnar UNITA per no implementar aspectes dels acords de pau i les resolucions del Consell de Seguretat, exigint que restablís l'autoritat estatal a àrees com Andulo, Bailundo, Mungo i Nharea. També va reiterar les demandes a UNITA de completar la desmobilització, cooperar amb la MONUA i aturar els contra MONUA, personal internacional, policies i civils. MONUA es va redistribuir a les zones on es va dur a terme l'extensió de l'administració de l'estat i es va instar al GURN i a UNITA a abstenir-se d'accions que podrien augmentar les tensions.
Actuant sota el Capítol VII de la Carta de les Nacions Unides, el Consell exigia que tots els països congelessin els actius d'UNITA als seus territoris, decidint a més que els Estats membres havien de:
(a) Evitar els contactes amb UNITA en àrees on no s'hagi estès l'administració estatal;
(b) prohibir la importació de diamants no controlats a través de l'esquema de certificat d'origen o del govern d'Angola¨;
(c) evitar la venda d'equips de mineria a àrees que no estan sota l'administració estatal;
(d) impedir la venda de vehicles motoritzats o embarcacions i equips o recanvis.
El Comitè establí a la resolució 864 (1993) que concediria excepcions a les mesures sota petició. Les restriccions entraran en vigor a les 00:01 EDT el 25 de juny de 1998, tret que s'indiqui el contrari, i es procedirà a una revisió de les restriccions, inclosa la possibilitat de noves mesures.
Es va demanar al GURN que notifiqués al Comitè quines àrees no controlava, a més de demanar al Comitè que informés al Consell abans del 31 de juliol de 1998 sobre la imposició de les mesures i que els països informessin sobre les mesures que havien pres el 15 de juliol de 1998.